# ZNF691
ZNF691 (англ. Zinc finger protein 691) – білок, який кодується однойменним геном, розташованим у людей на 1-й хромосомі. Довжина поліпептидного ланцюга білка становить 312 амінокислот, а молекулярна маса — 35 681.
| 10         |  | 20         |  | 30         |  | 40         |  | 50         |
| ---------- |  | ---------- |  | ---------- |  | ---------- |  | ---------- |
| MSLCSPTHSA |  | EMSLFLQGPE |  | EMLPLSSEGS |  | EMGSEKEQSP |  | EPHLPEEGEG |
| GKPWRVDDSE |  | GSWIPPGEKE |  | HGQESLSDEL |  | QETHPKKPWQ |  | KVTVRARELG |
| DPIAHPRHEA |  | DEKPFICAQC |  | GKTFNNTSNL |  | RTHQRIHTGE |  | KPYKCSECGK |
| SFSRSSNRIR |  | HERIHLEEKH |  | YKCPKCQESF |  | RRRSDLTTHQ |  | QDHLGKRPYR |
| CDICGKSFSQ |  | SATLAVHHRT |  | HLEPAPYICC |  | ECGKSFSNSS |  | SFGVHHRTHT |
| GERPYECTEC |  | GRTFSDISNF |  | GAHQRTHRGE |  | KPYRCTVCGK |  | HFSRSSNLKP |
| FIPLWRMVLY |  | SL         |  |            |  |            |  |            |

A: Аланін

C: Цистеїн

D: Аспарагінова кислота

E: Глутамінова кислота

F: Фенілаланін

G: Гліцин

H: Гістидин

I: Ізолейцин

K: Лізин

L: Лейцин

M: Метіонін

N: Аспарагін

P: Пролін

Q: Глутамін

R: Аргінін

S: Серин

T: Треонін

V: Валін

W: Триптофан

Кодований геном білок за функцією належить до фосфопротеїнів. 
Задіяний у такому біологічному процесі, як альтернативний сплайсинг. 
Білок має сайт для зв'язування з іонами металів, іоном цинку, ДНК. 
Локалізований у ядрі.